# Žabokreky nad Nitrou
Žabokreky nad Nitrou (Hongaars: Nyitrazsámbokrét) is een Slowaakse gemeente in de regio Trenčín, en maakt deel uit van het district Partizánske.
Žabokreky nad Nitrou telt 1.707 inwoners.

## Foto's

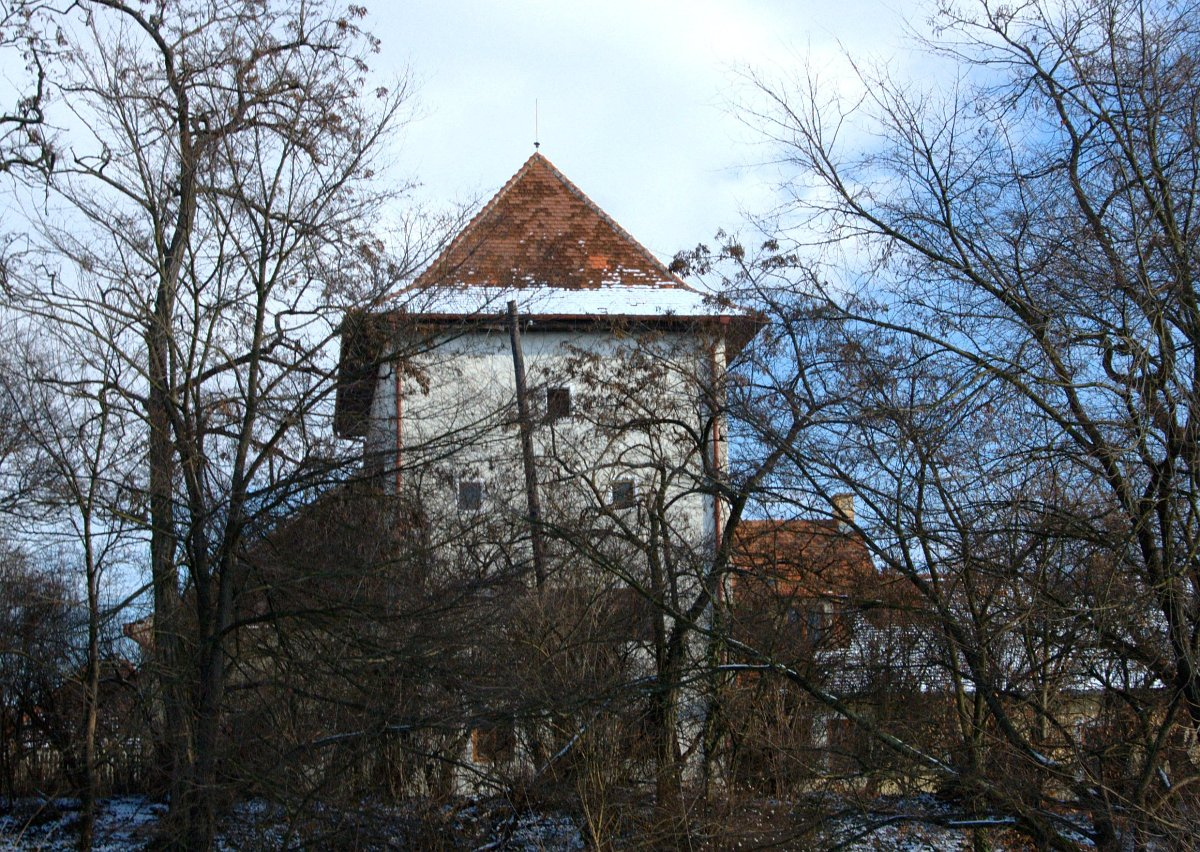
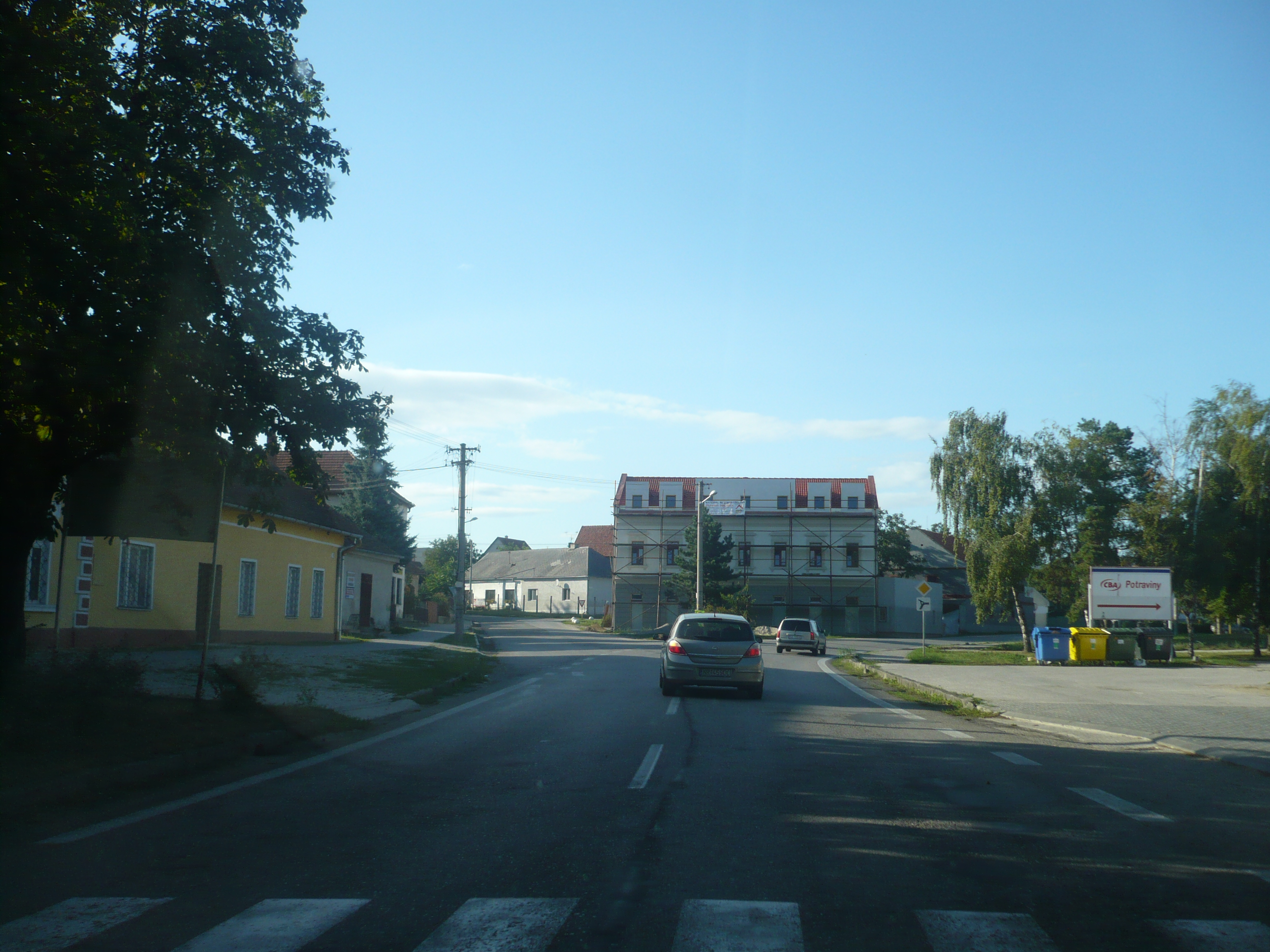
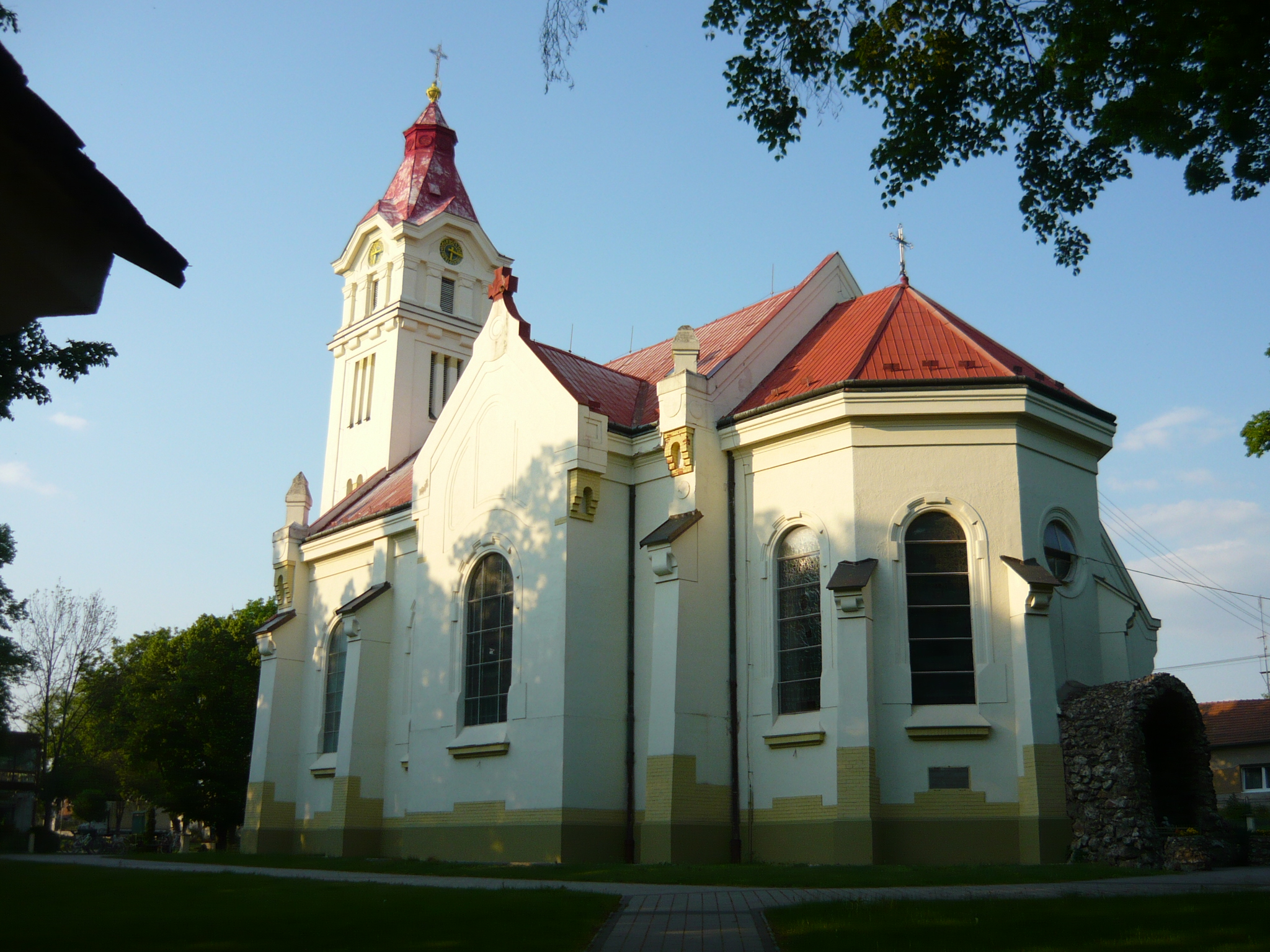